# Catopsis
Catopsis là một chi thực vật có hoa trong họ Bromeliaceae.

## Hình ảnh

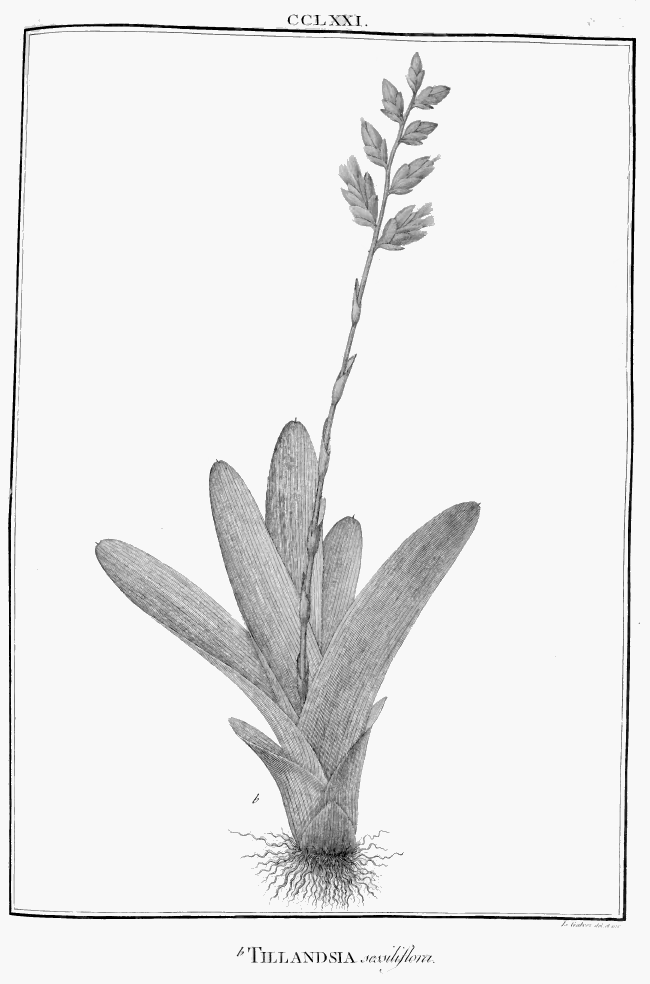